# Sint-Bartholomeuskerk (Hillegem)
De Sint-Bartholomeuskerk is de parochiekerk van de tot de Oost-Vlaamse gemeente Herzele behorende plaats Hillegem, gelegen aan het Hillegemplein 1.

## Geschiedenis
Al in 1108 stond hier een kerk. In 1876 werd deze gesloopt en vervangen door een neogotisch kerkgebouw naar ontwerp van Edmond Serrure.

## Gebouw
Het betreft een driebeukig bakstenen kerkgebouw. Het koor is driezijdig afgesloten. De westertoren, in zandsteen, werd gebouwd in 1890 naar ontwerp van Jules Goethals. De kerk wordt omringd door een kerkhof met ommuring.

## Interieur
Het orgel werd vervaardigd door Pierre-Charles van Peteghem tussen 1823 en 1846, dit is het enige voorwerp dat uit de oude naar de nieuwe kerk is verhuisd. Het hoofd- en de twee zijaltaren zijn van 1882, evenals de preekstoel. Aan het hoogaltaar is een gebeeldhouwd kruisbeeld te zien, tussen Maria en Sint-Jan. Aan beide kanten van het tabernakel ziet men beelden van de vier evangelisten. De biechtstoelen zijn van 1893.
- Inventaris van het Bouwkundig Erfgoed (Vlaanderen): 76576